# ГЕС New Melones
ГЕС New Melones — гідроелектростанція у штаті Каліфорнія (Сполучені Штати Америки). Знаходячись між ГЕС Станіславус і ГЕС Collierville з однієї сторони та ГЕС Tulloch (17 МВт) з іншої сторони, входить до складу гідровузла у сточищі річки Станіславус, правої притоки Сан-Хоакін, яка впадає до затоки Сан-Франциско.
У 1926 році на Станіславус звели бетонну аркову греблю Melones заввишки 56 метрів, яка утримувала водосховище з об'ємом 139 млн м3. Наприкінці 1970-х її замінили новою земляною/кам'яно-накидною спорудою, зведеною дещо нижче від попередньої. Вона має висоту 191 метр, довжину 475 метрів, товщину по гребеню 12 метрів та потребувала 12,2 млн м3 матеріалу. Нове водосховище при площі поверхні 50,6 км2 має об'єм 2,96 млрд м3, причому практично весь він належить до корисного з точки зору головного цільового призначення гідрокомплексу — іригації та контролю над повенями. Це забезпечується коливанням рівня поверхні між позначками 166 та 332 метри НРМ, при цьому при рівні вищому за 246 метрів НРМ випуск води відбувається через гідроагрегати електростанції. Також варто відзначити, що стара гребля опинилась під водами нового резервуару.
Пригреблевий машинний зал обладнали двома турбінами типу Френсіс потужністю по 150 МВт, які працюють при напорі від 91 до 177 метрів (номінальний напір 146 метрів) та забезпечують виробництво 323 млн кВт-год електроенергії на рік.